# Borghi (famiglia)
La famiglia Borghi è una famiglia gallaratese, originaria del cremonese, che favorì lo sviluppo industriale, tessile e la piscicultura nella provincia di Varese.

## Storia

### Le origini
Nel XII secolo il latifondo di Varano (corrispondente al territorio del comune di Varano Borghi) che comprendeva la cascina Boffalora con il noceto, il mulino di Curione, la Palude Brabbia con tutti i terreni annessi e il diritto di pesca sul lago di Comabbio passò in proprietà dei nobili Trincheri.
Nella seconda metà del XVI secolo tutti questi beni vennero trasferiti ai Trivulzio e poi ai Trecchi, nobili cremonesi, che si fregiarono del titolo di "feudatari di Varano" con il diritto di nominare il podestà e il cappellano. Possedettero molti beni in paese: 2961 pertiche di terreni, la palude Brabbia, la casa da nobile, la cascina Boffalora, il diritto di pesca sul lago, mulini e fornaci. Nel 1661 i Trecchi devolsero i dazi del pane, della carne e del vino alla Camera Regia mantenendo il feudo di Varano sino al 1744 quando Manfredo Antonio Trecchi lo vendette al conte Giulio Visconti Borromeo Arese che lo trasferì in enfiteusi, a sua volta al ricco mercante Zaccharia Borgo che a Gallarate possedeva una bottega di speziale e un negozio di seta all'ingrosso.
Il nuovo livellario pagò il canone annuo previsto dal contratto e riscattò tutta la proprietà versando, secondo le regole stabilite, il canone moltiplicato per quindici. L’estimo del Comune di Varano, conservato nell'archivio di Stato di Varese, conferma che Zaccaria nel 1760 possedeva, oltre alle proprietà già sopra citate anche una casa padronale con parco, costruita sulla precedente casa Trecchi, un latifondo, di cui pagava il canone, la casa del massaro e un edificio in affitto. Alla sua morte lasciò 3127 pertiche di terreno (per un valore di 10.860 scudi) da dividere tra i figli Fedele e Antonio, nato dalle seconde nozze di Zaccaria con Gioconda Cane.

### Le successive generazioni
Fedele consolidò il patrimonio famigliare che trasferì ai figli i quali incrementarono il commercio della seta sul mercato francese. Ai discendenti di Antonio, rappresentati da un certo Luigi Borgo, toccò la parte più esigua dei possedimenti in territorio di Varano (pari a 3.356 scudi), parte che venne venduta nel 1817 al conte veneziano Vincenzo Dandolo, fiduciario di Napoleone esiliato a Varese dopo il ritorno degli Austriaci. Il conte in cerca di affari proficui acquistò le 965 pertiche di terreno in parte contigue a quelle dei figli di Fedele e la casa d'abitazione nel centro del paese.
Pasquale Borghi, uno dei nipoti di Zaccaria che avviò a Varano un'attività tessile per la produzione di seta, entrò in affari con il Dandolo il quale gli dispensò consigli sull'allevamento dei bachi per incrementarne la resa. Pasquale nel 1819 acquistò un antico mulino sul torrente Brabbia che, trasformato in opificio, fornì l'energia necessaria per far funzionare il primo filatoio. Egli era anche proprietario di terreni, boschi, case e prati digradanti verso il lago e della palude, fonte di malaria, dalla quale però incominciò a trarre con profitto la torba che alimentava i macchinari della filatura meccanica per la lavorazione del cotone.

### Dalla seta al cotone
A seguito delle difficoltà in cui versava il settore serico, Pasquale intraprese con coraggio una diversa strategia imprenditoriale passando dalla lavorazione della seta al cotone e coinvolse nell'impresa i fratelli Carlo e Francesco. Due anni dopo la sua morte, avvenuta nel 1836, Francesco riuscì nell'impresa di riunire in un'unica proprietà i possedimenti dei due rami della famiglia che si erano divisi al tempo di Fedele e Antonio, i figli del pioniere Zaccaria. Il 3 luglio 1838, a seguito di ulteriori vendite, venne effettuato il rogito a beneficio di Francesco Borghi, figlio di Fedele e fratello di Pasquale, in cui compare per la prima volta il cognome modificato: da Borgo in Borghi.
Luigi (Gallarate 1812-1859) nipote di Pasquale, dimostrando talento industriale, a partire dal 1830 prese le redini dell'impresa, quando Francesco si ritirò dall’attività; a lui si deve la denominazione di Cotonificio Pasquale e F.lli Borghi. Nel 1841 allestì la prima tessitura con nuovi macchinari acquistati in Alsazia e con l’impianto di una delle prime macchine “selfacting” prodotta in Inghilterra che svolgeva contemporaneamente la doppia funzione di torcere e stirare il filo. Alla filatura aggiunse la tessitura meccanica azionata da due piccole ruote idrauliche. Luigi fu un attivo patriota mazziniano, membro della Giovine Italia. Per i suoi ideali progressisti venne incarcerato e spesso dovette fuggire all'estero per sottrarsi agli austriaci.
In uno di questi soggiorni acquistò all’Esposizione Universale di Londra una motrice a vapore di quaranta cavalli fabbricata nello stabilimento Le Gavrian Farinou di Lille che a Varano cominciò a funzionare nel 1851 sostituendo l'impianto a energia idraulica. Fece installare un gasometro per l'illuminazione che agevolava il lavoro notturno e fondò, con i pionieri dell'industria di Gallarate, Busto e Legnano, Ponti, Candiani, Sioli, Dell’Acqua, una società per l'importazione del cotone greggio direttamente da New Orleans in cui veniva prodotto. Luigi ebbe una personalità poliedrica, ardente cospiratore, ricoprì ruoli pubblici, ebbe una visione moderna della conduzione della fabbrica che con la sua gestione si espanse tanto da occupare 1858 ben 320 lavoratori. L’anno seguente, a 47 anni, morì improvvisamente.

### Il XIX secolo
Nel corso del XIX secolo lo sviluppo dell’industria della seta e del cotone nell'area del Seprio è legata a famiglie quali, Cantoni, Crespi, Ponti, Dell'Acqua, Borghi che, creando legami di parentela – Luigi Borghi ad esempio sposò, nel 1842, Orsola Maria Ponti, sorella di Andrea, noto imprenditore tessile a Varese - e trasferendo vicendevolmente le competenze acquisite potenziano un capitalismo definito "domestico" che costantemente investiva nelle innovazioni tecniche.
Napoleone Borghi, nipote di Luigi condusse l’azienda negli anni 1876-1882 con i fratelli Antonio e Pio. Antonio, archeologo, morì prematuramente nel 1877, fu colui che raccolse i reperti preistorici rinvenuti nella ristrutturazione della villa e dalla bonifica della palude Brabbia. Napoleone si impegnò in una strategia di creazione di infrastrutture necessarie per il miglioramento della produzione: sostenne il progetto di una rete ferroviaria tra Milano e il Gottardo, e la linea tra Gallarate e Laveno; aprì un asilo e la scuola per i bambini di Varano, dove comodi alloggi per i lavoratori si sostituirono alle anguste vecchie case. Incrementò l’azienda agricola. Un incidente di caccia avvenuto nel 1882 interruppe la sua esistenza, le cronache del tempo ricordano la commozione di tutta la cittadinanza alla cerimonia per l’encomio pubblico.
Pio Borghi (1882) il fratello ingegnere di Napoleone potenziò l’opificio con 1200 telai meccanici e 200 Jacquard, dotò l’azienda di impianti di tintoria, mercerizzazione, appretto, solcatura e candeggio, dando lavoro a 800 operai. Per le sue capacità imprenditoriali venne nominato dallo zio Andrea Ponti alla vicepresidenza del Linificio e Canapificio Nazionale; presiedette il cotonificio Cantoni e fu vicepresidente della Società Filati Cucirini. A lui si deve l’impianto urbanistico di Varano con le case per i lavoratori, villini per impiegati e direttori di reparto; per i lavoratori che venivano da fuori fece costruire un convitto-dormitorio maschile e uno femminile, gestito dalle suore della Sacra Famiglia.

#### L'itticoltura
Pio avviò nel 1898 la piscicultura nei laghi di Comabbio e Monate, acquistati dalla famiglia nel 1864 dal Vescovo di Pavia, e ripopolò le acque, di cui diede la gestione all’ingegner Cesare Besana, con nuove specie ittiche. Per tutelare i pescatori locali i Borghi fondarono una cooperativa con uno statuto che regolamentava la pesca e il commercio del pescato che veniva venduto, fresco, affumicato o marinato e reclamizzato con moderni dépliant che ne esaltavano la freschezza e le procedure di affumicazione e conservazione. La Piscicultura Borghi, società anonima con capitale sociale di 500.000 lire importava caviale dalla Russia e aringhe dall'Olanda. Nei laghi si coltivarono anche piante acquatiche, esotiche come i fiori di loto e palustri, a scopo commerciale.
La bonifica della palude avviata da Pio, con la competenza dell’ingegner Pestalozza, trasformò l’acquitrino, le cui esalazioni malsane erano state oggetto di preoccupazione da parte del sacerdote Giovanni Ranchet , in fertili prati per il pascolo dei bovini importati dall’Olanda e dalla Svizzera. I Borghi affidarono agli operai anche la cura dei loro vasti terreni che vennero coltivati a gelso, frumento, granoturco, foraggi, e anche a vigneto, si assicurarono da parte loro che la proprietà non rimanesse incolta e i coltivatori ebbero modo di integrare il salario della fabbrica con i proventi dell’agricoltura. Con la gestione intraprendente di Pio Borghi tutte le risorse della famiglia, industria, terreni, laghi, vennero messe a frutto e generarono guadagno. Pio definito dagli storici “il modernizzatore “ morì a 53 anni per polmonite il 3 febbraio del 1900.

### Il XX secolo
La gestione dello stabilimento passò a Luigi Junior (Varano 1878-Sankt Moritz 1947), figlio di Napoleone, nipote di Pio, che proseguì nel piano di modernizzazione dell’azienda, perseguito fin dall’esordio nell’industria dalla dinastia famigliare, ingrandendo, nel 1904, la struttura della fabbrica con un nuovo corpo, progettato dallo studio di architettura svizzero Sequin-Knobel, per collocarvi una motrice Tosi a quattro cilindri e triplice espansione da 1300 cavalli e otto Caldaie Cornovaglia a focolaio Focs munite di surriscaldatore e di “economiser”, acquistate nel 1903. I reportage giornalistici documentano anche della cura degli aspetti igienici degli ambienti di lavoro, ma cominciarono rivendicazioni di carattere sindacale per il lavoro notturno, quello minorile, per la retribuzione dei salari a cottimo.
Nel febbraio 1907 ebbero luogo i primi scioperi e la vertenza si concluse il mese seguente con il riconoscimento delle richieste dei lavoratori. Anche i contadini che lavoravano sulle terre della famiglia nel giugno dichiararono lo sciopero ed ottennero un aumento del salario. Nel 1909 Luigi perse la moglie Bice Amman, di appena 26 anni. Continuando nell’opera di rinnovamento tecnologico egli acquistò un nuovo motore diesel Tosi da 300 hp accoppiato a un alternatore trifase da 290 ampère e 500 volt, ma dovette accendere dei mutui. La situazione finanziaria della famiglia si andò lentamente incrinando, sebbene dai libri di casa Borghi  appare ancora un patrimonio ingente, ma l'ambizioso piano edilizio, avviato due anni avanti che comprese poi anche la realizzazione del cimitero, della chiesa e dei servizi municipali aggravò la situazione.
Nel 1911 l’investimento in nuove società e azzardate speculazioni portarono al fallimento nel 1913 e l’azienda passò sotto il controllo della Textiloses et Tectiles, a capitale francese con sede a Parigi che investì a sua volta nella modernizzazione di alcuni reparti e tenne in vita l’azienda fino all’inizio della seconda guerra mondiale quando venne posta sotto sequestro perché Francia e Italia militavano su fronti opposti; nell’estate del 1945 riprese l’attività.